# Sami Yusuf
Sami Yusuf (în azeră: Sami Yusuf, n. 21 iulie 1980, Teheran, Iran) este un cântăreț, compozitor, muzician britanic, care interpretează cântece islamice religioase.

## Biografie
Sami Yusuf s-a născut în 1980 în Teheran, într-o familie de azeri etnici. La vârsta de 3 ani, el a venit cu părinții săi, în Marea Britanie, unde stă în ziua de azi. Pornind de la o vârstă fragedă pentru a reda o varietate de instrumente muzicale, a urmat cursurile la una dintre școlile de muzică cele mai prestigioase din lume - Royal Academy of Music. Studiul a muzicii occidentale, precum și pieselor din Orientul Mijlociu (Maqam) a permis lui Yusuf a dezvolta o voce unică ce l-a făcut celebru în întreaga lume.
Sami Yusuf a făcut o mulțime de turnee, cel mai mare concert a avut loc în 2007 la Istanbul (Turcia), care s-au adunat 250.000 de oameni. Un an mai devreme, Sami Yusuf a venit la Baku cu un program de solo mare "Patria mea".
Sami Yusuf planifică lansarea unui nou album «Lilmar».

## Discografie
- Al-Mu'allim — iulie 2003
- My Ummah — septembrie 2005
- Without You — ianuarie 2009
- Wherever You Are — noiembrie 2010
- Salaam — decembrie 2012

1. ↑  Autoritatea BnF, accesat în 31 decembrie 2019
2. ↑   https://www.hespress.com/interviews/271224.html, accesat în 22 martie 2019 Lipsește sau este vid: |title= (ajutor)
3. ↑   https://www.hespress.com/interviews/271224.html Lipsește sau este vid: |title= (ajutor)